# اندیس آنومالی گچه کنبد
آنومالی گچه کنبد یک اندیس فلزی است که در حوالی شهر تکاب استان آذربایجان غربی قرار دارد و مادهٔ معدنی موجود در آن، طلا است.سنگ میزبان این اندیس کنگلومرا، ماسه سنگ و مارن است و دیرینگی آن به دوران الیگومیوو پلیوسن می‌رسد. 